# Rotermichbach
Der Rotermichbach (früher: Kreuzbach) ist ein etwa zwei Kilometer langer und linker Zufluss des Westerbachs im Landkreis Aschaffenburg im bayerischen Spessart.

## Geographie

### Verlauf

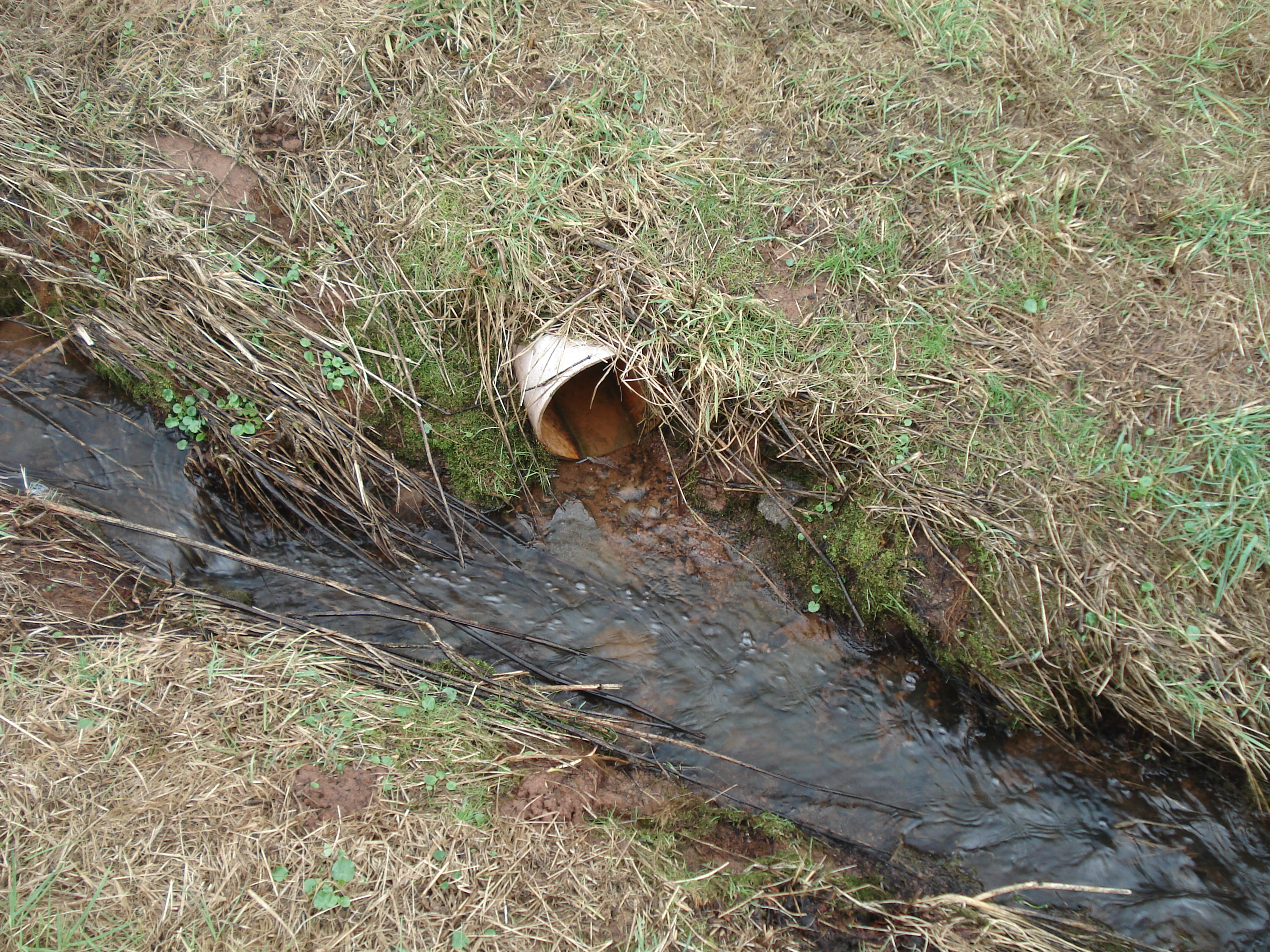
Der Zieglersbrunnen

Der Rotermichbach entspringt auf einer Höhe von etwa 285 m ü. NHN  dem Zieglersbrunnen an der Heiligkreuzkapelle, am Fuße des Habersberges (428 m), in der Nähe der Kreuzziegelhütte, zwischen Oberwestern und Großkahl. 
Er fließt in südwestliche Richtung durch den Rotermichgrund und mündet schließlich an der Klotzenmühle südlich von Unterwestern auf einer Höhe von ungefähr 217 m ü. NHN  von links in den aus dem Norden heranziehenden Westerbach.
Der etwa 2 km lange Lauf des Rotermichbachs endet ungefähr 68 Höhenmeter unterhalb seiner Quelle, er hat somit ein mittleres Sohlgefälle von circa 34 ‰.

### Einzugsgebiet
Das etwa 1,4 km² große Einzugsgebiet des Rotermichbachs liegt im Spessart und  wird durch ihn über den Westerbach, die Kahl, dem Main und den Rhein zur Nordsee entwässert.
Es grenzt
- im Osten und Süden an das Einzugsgebiet der Kahl
- im Westen an das des Westerbachs
- und im Norden an das Herzbachs, der in den Westerbach mündet.

### Flusssystem Kahl
- Liste der Fließgewässer im Flusssystem Kahl